# 草莓汁

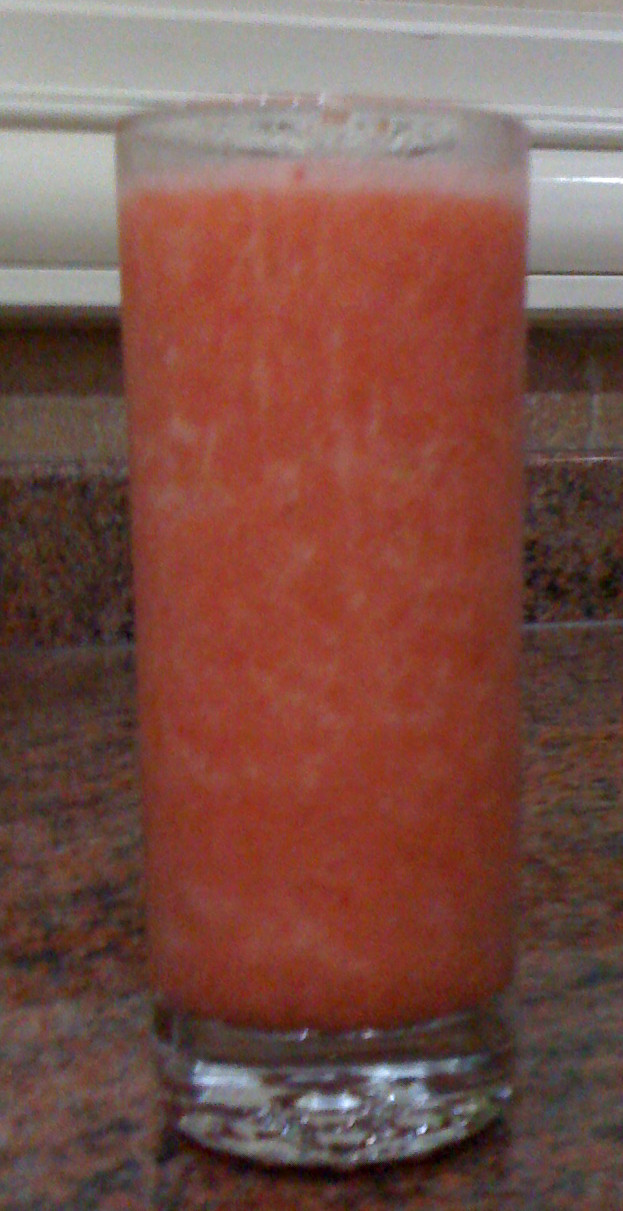

草莓汁，是指從草莓果肉榨出的果汁。

## 製造過程
草莓汁的製造是用榨汁機壓榨果肉。 由於自製草莓汁的過程必須榨汁再將果肉殘渣過濾掉，非常麻煩，所以工廠也會生產蘋果汁，供消費者購買。

## 營養價值
草莓汁能通便。而且，草莓含有維生素C，而維生素C可維持免疫系統，因此，飲用草莓汁也對免疫系統有幫助。
而且，飲用草莓汁可以治療失眠。